# Fissidens borealis
Fissidens borealis là một loài Rêu trong họ Fissidentaceae. Loài này được C. Gao mô tả khoa học đầu tiên năm 1977.